# 龐巴迪運輸
庞巴迪运输（英語：Bombardier Transportation）是法國阿爾斯通集团的轨道设备子公司，为全球轨道设备及服务行业中规模最大的公司之一，其总部设于德国柏林。庞巴迪运输生产多种产品，包括客运铁路车辆、机车、转向架、牵引及控制系统，此外也提供大量服务解决方案。
公司现任总裁为卢茨·贝尔特林（Lutz Bertling）。截至2011年1月，公司共有雇员34,900人，其中25,400人在欧洲工作，并且在全球各地设有59间工厂。
2020年2月17日，法国阿尔斯通（Alstom）宣布收购庞巴迪运输100%股权。龐巴迪運輸成為阿爾斯通的全資子公司。

## 历史

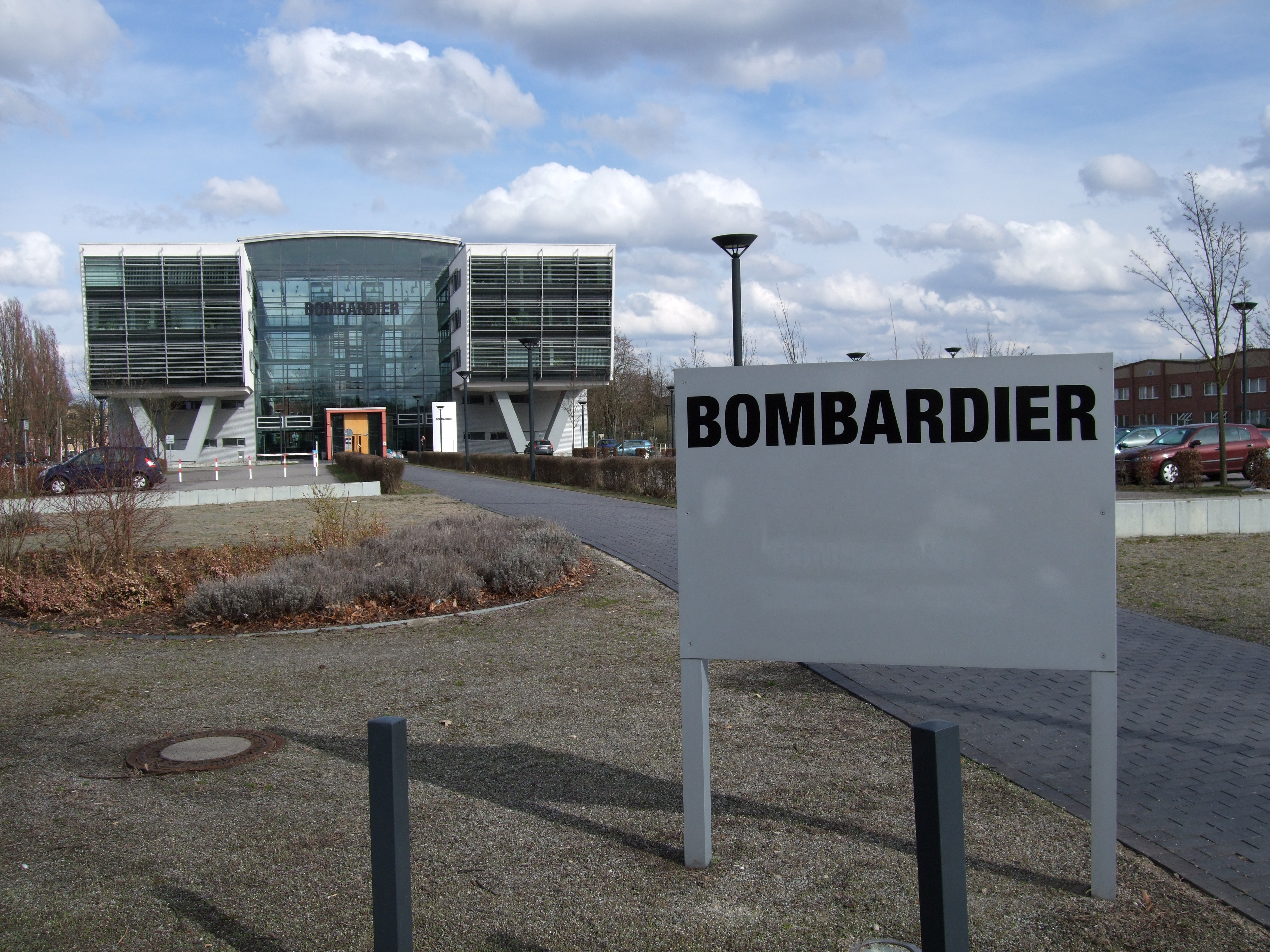
亨尼希斯多夫工厂大楼

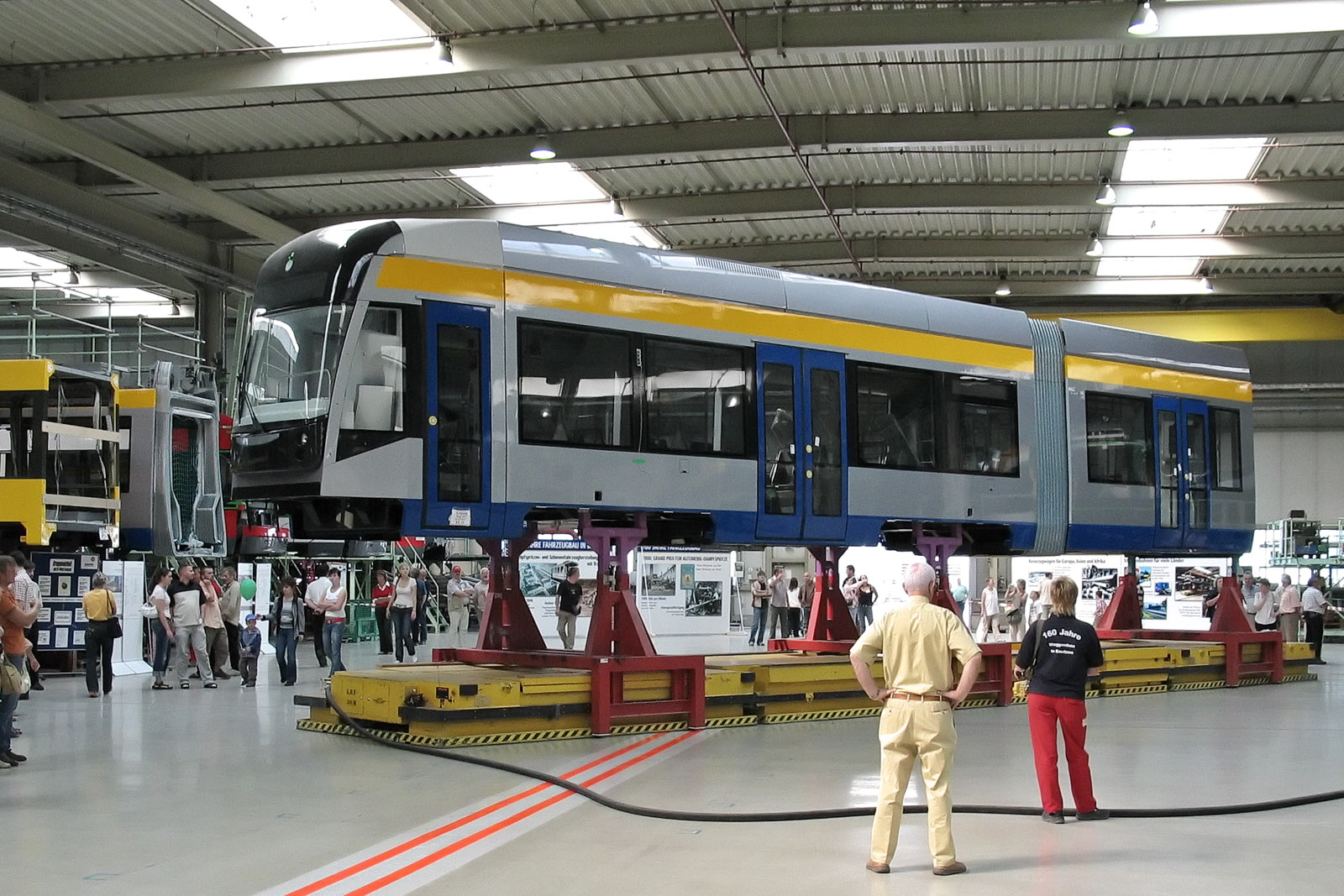
超过160年历史的包岑工厂装配车间

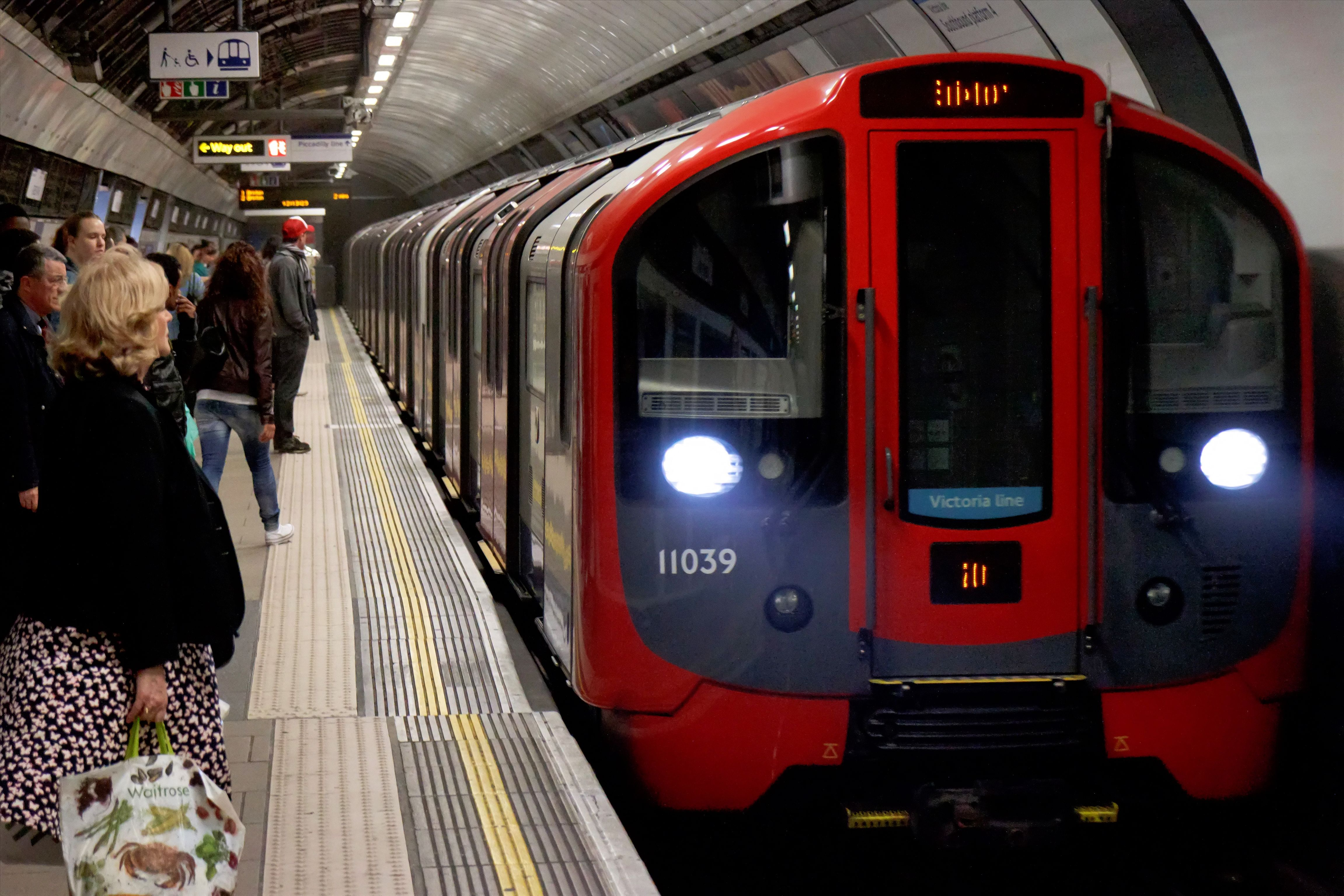
龐巴迪製的倫敦地鐵2009年型列車

庞巴迪运输成立于1974年，其首个铁路机车车辆的订单来自蒙特利尔交通局，获后者授权为蒙特利尔地铁生产423辆地铁车厢。公司原有的核心业务的是庞巴迪集团在1975年收购的蒙特利尔机车厂，并作为机车事业部一直运营至1985年，期间还生产出了LRC型摆式列车。1987年，庞巴迪又先后收购了巴德公司和普尔曼公司的部分资产。蒙特利尔机车厂后于1988年售予通用电气，庞巴迪运输则继续在桑德贝经营轨道车辆业务。
在1980年代后期，庞巴迪运输又通过收购布鲁日及尼韦尔铁路车辆制造厂（主要生产场地在比利时布鲁日）45%的股权份额以及收购ANF工业公司（主要在法国克雷潘）而获得了在欧洲的生产业务。至1990年，主要负责生产车身外壳的、位于英国霍布里的普罗克技术工程公司也被庞巴迪收购，并更名为庞巴迪普罗铁路（Bombardier Prorail）。
1991年，庞巴迪在欧洲的子公司被重组为庞巴迪欧洲铁路（Bombardier Eurorail），其包括了布鲁日及尼韦尔铁路车辆制造厂、ANF工业公司、普罗铁路和维也纳轨道车辆厂。1992年，该公司又从墨西哥政府手中收购了墨西哥最大的铁路装备制造商Concarril。
在德国，庞巴迪分别于1995年收购了亚琛的塔尔博特铁路车辆厂和于1998年收购了德国铁路车辆制造股份公司，并接管了其设于柏林、莱比锡、格尔利茨、包岑和尼斯基的厂房。由于德国铁路车辆制造股份公司此前在1997年便已收购了设于瑞士沃韦的沃韦技术工程公司，因此后者也同样加入了庞巴迪。
2001年，庞巴迪运输从戴姆勒克莱斯勒收购了总部设于柏林北部的Adtranz及其规模最大的亨尼希斯多夫工厂，同时Adtranz设于曼海姆、卡塞尔、纽伦堡、锡根和布伦瑞克的其它厂房也都并入庞巴迪运输，后者从而被许多西方媒体评估为世界最大的轨道装备制造商。此项收购在得到欧盟竞争委员会的批准时收到了多项细微条款的约束，包括庞巴迪需要将持有的原Adtranz及施泰德铁路合资的施泰德潘科有限公司（Stadler Pankow GmbH）股权进行分拆出售（售予施泰德），并保留基普作为供应商，以及维持ELIN作为收购后长期的合作伙伴关系。Adtranz增加了庞巴迪在铁路客车、动车组以及有轨电车的生产线，许多获得成功的Adtranz车辆从而成为庞巴迪的产品，并据此开发出了庞巴迪TRAXX等新平台。通过此项收购，庞巴迪还得以加强了在其电力传动部件业务的竞争力。
在完成对Adtranz的收购后，庞巴迪运输于2001年发布了其在欧洲的核心制造策略：分别设于德国锡根、英国德比和法国克雷斯潘的三个工厂主要负责生产转向架。车身制造需要在德国的包岑及格尔利茨、瑞典的卡尔马、英国的德比铁路车辆厂和比利时的布鲁日进行。对于最后的总装，该公司则选择了在德国的亚琛和亨尼希斯多夫、葡萄牙的阿马多拉、以及分别设于英国德比、法国克雷斯潘、比利时布鲁日、瑞典卡尔马和瑞士普拉特恩的工厂完成。另外一些工厂则担当特殊的生产角色，例如捷克的捷克利帕和波兰的原波兰国家铁路车辆厂将供应零部件及焊接结构，奥地利维也纳和德国包岑的工厂专注于生产輕軌運輸车辆，而运用于德国市场的双层列车则在格尔利茨生产。
由于经济衰退及欧洲客运车辆的产能过剩，庞巴迪在2004年3月公布了重组计划：将有5个国家的7个生产基地被关闭，它们包括在英国德比的转向架工厂、庞巴迪普罗铁路以及唐卡斯特的维护设施；在欧洲大陆的普拉特恩、阿马多拉和卡尔马。而位于德国东部的阿门多夫和费茨肖则已早在2001年关闭。同时，公司还将在全球范围内削减6,600个职位（其中86%在欧洲），其在庞巴迪运输的员工比例中达到18.5%。
在完成重组后，德国以8个工厂和约8,600名员工继续成为庞巴迪运输最大的生产基地，其次是英国有6家工厂和近4,300名员工。瑞士则保留了不到760名员工分布在維勒訥沃及苏黎世工厂。
2010年5月12日，庞巴迪运输从瑞士联邦铁路获得了公司历史上最昂贵的合同订单，其将为后者提供59列用于长途运输的双层列车。该订单的总价值约为19亿瑞士法郎。庞巴迪运输声称新列车将在瑞士的維勒訥沃和德国的格尔利茨工厂生产。
2012年10月，庞巴迪运输宣布在主要订单完成后于2013年夏天关闭亚琛工厂，并削减600个职位。这是由于该厂没有后续订单作为支持。尽管受到了不同群体的干预，但庞巴迪运输还是如期关闭了该厂。
2020年2月17日，法国阿尔斯通（Alstom）宣布收购庞巴迪运输100%股权，但需要把Zefiro V300高速動車組列車的生產權轉讓予日立製作所，並將雙方的部分廠房關閉。

## 產品

### 城市轨道交通

##### 地铁
庞巴迪运输提供的地铁列车大都属于庞巴迪Innovia Metro系列。该系列地铁车型涵盖大中运量运输，且具备自动驾驶能力；庞巴迪运输的新一代地铁系列被命名为Movia，具备更大客运量、同时自动驾驶能力得到保留。除了以上两个系列之外，庞巴迪亦为客户提供了其他满足需要的定制地铁车型。
- 倫敦地鐵S7與S8型列車
- 倫敦地鐵2009年型列車
- 新加坡地铁滨海市区线列车
- 德里地铁二期列车
- 斯德哥尔摩地铁SL C20型列车
- 温哥华架空列车Mark 1、Mark 2与Mark 3型列车
- 深圳地铁MOVIA电动车组
- 广州地铁长客-庞巴迪Movia 456列车
- 上海地铁09A01型电动列车
- 上海地铁07A01型、09A02型、12A01型电动列车

##### 有轨电车/轻轨
庞巴迪运输提供的有轨电车列车皆被命名为FLEXITY系列。其产品线包括100%低地板电车Flexity 2、70%低地板有轨电车Flexity Classic、100%低地板轻铁列车Flexity Outlook、70%低地板或高地板轻铁列车Flexity Swift、具备Tram-Tain行驶能力的Flexity Link电车以及专供北美市场的Flexity Freedom有轨电车。
- 黄金海岸轻轨FLEXITY 2型列车
- 黑池电车FLEXITY 2型列车
- 曼彻斯特轻铁M5000型列车
- 法兰克福U-Bahn U5型列车
- 多伦多艾灵顿轻轨FLEXITY FREEDOM型列车
- 伦敦电车连线CR4500型列车
- 科隆城铁K4000、K4500型列车
- 苏州高新区有轨电车1号线列车
- 柏林有轨电车GT6-08、GT8-08型列车
- 南京河西有轨电车FLEXITY 2型超级电容列车

##### 单轨
庞巴迪早期生产的单轨列车包括运用于奥兰多迪士尼世界与拉斯维加斯的MARK VI型列车，以及纽瓦克国际机场旅客捷运系统的单轨列车。目前庞巴迪运输提供的单轨列车系列被命名为INNOVIA Monorail系列，已在巴西圣保罗地铁15号线投入运用。
- 纽瓦克国际机场AirTrain旅客捷运系统列车
- 拉斯维加斯单轨Mark VI型列车
- 芜湖轨道交通INNOVIA Monorail 300型列车
- 圣保罗地铁15号线INNOVIA Monorail 300型列车
- 曼谷单轨铁路粉红线、黄线INNOVIA Monorail 300型列车
- 开罗单轨INNOVIA Monorail 300型列车

##### 通勤列车
- 多伦多地铁“多倫多火箭”型列车
- 奥地利联邦铁路4023、4024型列车
- 德国铁路643、644型列车
- 挪威国铁93型柴油动车组

##### APM胶轮导向系统
- 台北捷運文湖線龐巴迪INNOVIA APM 256型電聯車
- 上海地铁浦江线INNOVIA APM 300型列车
- 广州地铁APM线INNOVIA APM 100型列车
- 北京首都国际机场3号航站楼捷运系统INNOVIA APM 100型列车
- 旧金山国际机场旅客捷运系统INNOVIA APM 100型列车
- 伦敦希思罗国际机场5号航站楼旅客自动输送系统INNOVIA APM 200型列车
- 歐海爾國際機場旅客自動輸運系統（英语：Airport Transit System）龐巴迪INNOVIA APM 256型電聯車

### 干线运输系统

#### 高速列车
- 和谐号CRH1型电力动车组
- 和谐号CRH380D型电力动车组
- 复兴号CR400AF型电力动车组
- 复兴号CR300AF型电力动车组
- 意大利铁路红箭1000型电力动车组

#### 城际列车
- 英国铁路345、378、701、710、720、730型电力动车组
- 瑞典X50、X51、X52、X53、X55型电力动车组

#### 电力机车
- EP10型電力機車
- HHP-8電力機車
- IORE型電力機車

## 外部連結
- 龐巴迪運輸 （页面存档备份，存于） （英文） （法文） （德文）